# Мало-Крушево
Ма́ло-Кру́шево (болг. Мало Крушево) — село в Пловдивській області Болгарії. Входить до складу общини Хисаря.

## Населення
За даними перепису населення 2011 року у селі проживали 163 особи, усі — болгари.
Розподіл населення за віком у 2011 році:
Динаміка населення: